# Österreichischer Buchhandlungspreis
Fördergeber des Österreichischen Buchhandlungspreises ist das Bundesministerium für Kunst, Kultur, öffentlichen Dienst und Sport (BMKÖS) der Republik Österreich. Initiator und Organisator des Preises ist der Hauptverband des Österreichischen Buchhandels.

## Preis
Der 2017 neu geschaffene Buchhandlungspreis wird seitdem jährlich vergeben. Mit der Auszeichnung als beste Buchhandlung des Jahres soll die Entwicklung innovativer Geschäftsmodelle oder die Fortführung von Geschäftsaktivitäten zum Erhalt einer flächendeckenden Buchhandelslandschaft auch in Zeiten des wachsenden Online-Handels gewürdigt werden.
Der Preis ist mit insgesamt 50.000 Euro dotiert. Es werden fünf Preise zu je 10.000 Euro vergeben. Zusätzlich wird den Preisträgern ein Gütesiegel zum Zwecke erhöhter Aufmerksamkeit und Außendarstellung verliehen.

## Auswahlverfahren
Bewerben können sich Buchhandlungen, die ihren Sitz in Österreich haben sowie inhabergeführt und unabhängig sind, ein literarisches Sortiment oder ein kulturelles Veranstaltungsprogramm anbieten und innovative Geschäftsmodelle verfolgen oder sich im Bereich der Lese- und Literaturförderung engagieren.

## Jury
Die Entscheidung über die Auszeichnung mit dem Österreichischen Buchhandlungspreis trifft eine unabhängige Fachjury, welche sich aus Autoren, Verlegern, Journalisten und Verlagsvertretern zusammensetzt.
Für 2017 wurden Eva Rossmann, Helga Schuster, Norbert Mayer, Roswitha Wonka und Thomas Rittig ausgewählt.

## Preisträger
Am 5. April 2017 wurde der Preis erstmals an folgende fünf Buchhandlungen vergeben:
- Buchhandlung ALEX, Linz[6]
- Hartliebs Bücher (Petra Hartlieb), Wien
- Buchhandlung Leporello, Wien
- Buchhandlung Plautz, Gleisdorf
- Liber Wiederin, Innsbruck

Am 25. April 2018 erhielten folgende Buchhandlungen den Österreichischen Buchhandlungspreis 2018:
- Buchhandlung Alexowsky, Groß-Enzersdorf
- Haymon Buchhandlung, Innsbruck
- Buchhandlung Heyn, Klagenfurt
- Seeseiten Buchhandlung, Wien
- Buchhandlung Stark, Gmünd

Am 25. April 2019 wurde der Preis an folgende Buchhandlungen vergeben:
- Buchkontor, Wien
- Büchersegler, Graz
- Buch-Café im Lippott-Haus, Kufstein
- Buchhandlung Fürstelberger, Linz
- Buchhandlung Neudorfer, Vöcklabruck

Preisträger 2020 sind:
- Bücherstube, Horn
- Buchhandlung Lerchenfeld, Wien
- Buchhandlung Löwenherz, Wien
- Buchhandlung Wirthmiller, Saalfelden
- Wagner’sche Universitätsbuchhandlung Medici, Innsbruck

Preisträger 2021 sind:
- Buchhandlung Brunner, Bregenz
- Buchhandlung Erlkönig, Wien
- Buchhandlung Riepenhausen, Hall in Tirol
- Buchhandlung Weidinger, Seewalchen am Attersee
- Grätzlbuchhandlung Lainz, Wien

Preisträger 2022 sind:
- Buchhandlung Claus Mitterbauer, Purkersdorf
- Buchhandlung Pfeifenberger, Tamsweg
- Buch-Papier Pokorny, Oberwart
- Oechsli Buch & Papier, Wien
- Stadtbuchhandlung Liezen, Liezen
- Filialpreis: Buchhandlung Tyrolia, Maria-Theresien-Straße, Innsbruck

Preisträger 2023 sind:
- Buch & Boot, Altaussee
- Buchhandlung Haček, Klagenfurt
- Buchhandlung Orlando, Wien
- Buchhandlung Rapunzel, Dornbirn
- Buchhandlung Stephan Lauf, Braunau
- Buchhandlungsfiliale: Rupertus Buchhandlung, eine Filiale der Verlagsanstalt Tyrolia, Salzburg

Preisträger 2024 sind:
- Buchhandlung analog, Wien
- o*books, Wien
- Buchhandlung Lesegenuss, Gloggnitz
- Besold Buch-Papier, St. Veit an der Glan
- Buchhandlung Steinbauer, Völs

Preisträger 2025 sind:
- Bücher am Spitz, Wien
- Buchhandlung List – Internationale Literatur, Wien
- Buchhandlung Schachinger, Schärding
- Kurdirektion Verlagsbuchhandlung, Bad Ischl
- Stöhrs Lesefutter, Traiskirchen